# Хухорево
Ху́хорево (рос. Хухорево, ерз. Хухорево) — село у складі Великоігнатовського району Мордовії, Росія. Входить до складу Кіржеманського сільського поселення.

## Населення
Населення — 202 особи (2010; 278 у 2002).
Національний склад (станом на 2002 рік):
- росіяни — 92 %